# Meghri (vattendrag)
Meghri (armeniska: Մեղրի) är ett vattendrag i Armenien. Det ligger i provinsen Siunik, i den sydöstra delen av landet, 210 kilometer sydost om huvudstaden Jerevan.
Trakten runt Meghri består i huvudsak av gräsmarker. Runt Meghri är det ganska glesbefolkat, med 27 invånare per kvadratkilometer.